# آنا غاردنر غودوين
آنا غاردنر غودوين (بالإنجليزية: Anna Gardner Goodwin)‏ هي ملحنة أمريكية، ولدت في أكتوبر 1874 في أوغستا في الولايات المتحدة، وتوفيت في 1959 في شيكاغو في الولايات المتحدة.